# Libouchec
Libouchec (německy Königswald) je obec v okrese Ústí nad Labem v Ústeckém kraji v údolí Jílovského potoka na úpatí Krušných hor zhruba deset kilometrů severně od Ústí nad Labem a deset kilometrů západně od Děčína. Žije zde přibližně 1 900 obyvatel. 

## Název
Český název vychází z raných označení Jílovského potoka. V první písemné zmínce je zmiňována ves právě podél tohoto toku, který je zde označen jako Lubuhce. Německý název vycházel z blízkého lesa zvaného Království, jehož jméno připomínalo jeho dřívější vlastnictví českým králem. Stejný původ má také latinské označení Regia silva pocházející z roku 1352. V roce 1357 se objevuje německý název Kynswald, který se postupně vyvinul do posledního německého tvaru Königswald.

## Historie

### Středověk
První písemná zmínka o obci pochází z roku 1169, kdy je zmiňována jako osídlení podél Jílovského potoka. Jedná se o darovací listinu krále Vladislava II., který území předával Johanitskému řádu. Tomu měla patřit oblast ohraničená na severu právě tímto vodním tokem. Území severně od něj pravděpodobně náleželo králi, z čehož vychází i německý název obce. Další zmínky pochází až ze 14. století a vážou se k místnímu kostelu a změnami ohledně obsazení pozice faráře. Tyto zmínky zároveň uvádí tehdejšího děčínského majitele Beneše z Vartenberka. Zatímco některé prameny uvádí, že není jasno, kdy obec přešla pod vlastnictví Vartenberků, jiné uvádí rok 1305. Nejistá je také doba založení kostela a místní tvrzi, odhaduje se však v obou případech jako pravděpodobný začátek 14. století právě po převzetí obce Vartenberky. 
V 15. století je Libouchec zmiňován v souvislosti s poplatkem ústeckých měšťanů Vartenberkům. Těm bylo placeny každý rok šest a půl kopy grošů za vodu z vodovodu, který z Libouchce vedl. Konkrétně v roce 1487 pak tento poplatek byl prodán tehdejším držitelem Zikmundem z Vartenberka litoměřickému měšťanovi.

### Novověk
Změnu ve vlastnictví přinesl rok 1511, kdy Zikmund II. z Vartenberka kvůli neúnosné finanční situaci prodal děčínské panství Mikuláši Trčkovi z Lípy a Lichtenberka. Ten ho po 4 letech prodal pánům ze Salhausenu a v roce 1534  bylo prodáno panství Rudolfu z Bynu (někdy také z Býnova). Po jeho úmrtí a následném dědění a rozdělování panství přešla část zahrnující Libouchec a Tisou roku 1579 pod vlastnictví Gyntera (alternativně Güntera) II. Ten zde nechal vystavět novou tvrz liboucheckou a nedaleko také tvrz schönsteinskou. V Libouchci se jednalo o část poplužního dvora a místní tvrz byla vybudována ve stylu saské renesance. Bynovští byli luteránského vyznání, avšak neúčastnili se stavovského povstání, a následně se jich tak netýkalo ani zabavování majetku po bitvě na Bílé hoře. Co se tohoto rodu ovšem dotklo, bylo Obnovené zřízení zemské povolující pouze katolickou víru, což zdejší pány vedlo k prodeji majetku Kryštofovi Šimonovi z Thunu. V roce 1631 se na své bývalé panství v rámci vtrhnutí saských vojsk vrátili, ovšem o rok později odešli trvale a vlastnictví Libouchce zůstalo Thunům, později Thun-Hohensteinům. Třicetiletá válka obec silně zasáhla a její obnova trvala až do konce 17. století.

### Devatenácté století
Začátkem 19. století se v obci rozvíjely první manufaktury, které společně s mlýni a hamry vyráběly textil a knoflíky. Jeho koncem jsou zde uváděny tři továrny, sedmdesát obchodníků a řemeslníků, šestnáct hostinců a 1700 obyvatel. V průběhu tohoto věku se zde rozvíjela výroba a vznikaly budovy občanské vybavenosti včetně pošty nebo školy, budovala se nová silniční spojení a v roce 1871 byla obec napojena na železniční síť v rámci aktivit Duchcovsko-podmokelské dráhy. Trať později nazývaná jako Kozí dráha vedla z Podmokel (pozdější části Děčína) do Duchcova.

### Dvacáté století
Obec se dále rozvíjela i na začátku 20. století. Tou dobou se jednalo o téměř zcela německou ves, v roce 1921 se při sčítání k německé národnosti přihlásilo přes 97 % obyvatel obce. V roce 1938 zde řečnil sudoteněmecký politik Konrad Henlein. Po válce stejně jako v okolních obcích i zde proběhl odsun německého obyvatelstva a následné dosídlení. 
Začátkem 60. let proběhla řada administrativních změn. V roce 1960 byl Libouchec přeřazen z děčínského do ústeckého okresu a následující rok k němu byly připojeny osady Havraní, Horní Les (v 50. letech nacházející se na území vojenského výcvikového prostoru) a vsi Velké, Malé a Luční Chvojno, Žďár, Arnultovice a Mnichov. Negativní vliv na stav místního zámku měla změna vlastnictví po převzetí moci komunisty. Pod hlavičkou Státního statku došlo k jeho značnému zchátraní včetně propadu krovu a částí obvodových zdí. V roce 1987 obec zasáhla povodeň, kvůli čemuž byl poté více upraven místní tok. V 90. letech 20. století pak probíhala další výstavba občanské vybavenosti a od té doby se rozvíjí i výstavba rodinných domů. Od obce se odpojilo dříve začleněné Velké Chvojno zahrnující části Žďár, Arnultovice, Mnichov, Luční a Malé Chvojno.

## Přírodní poměry

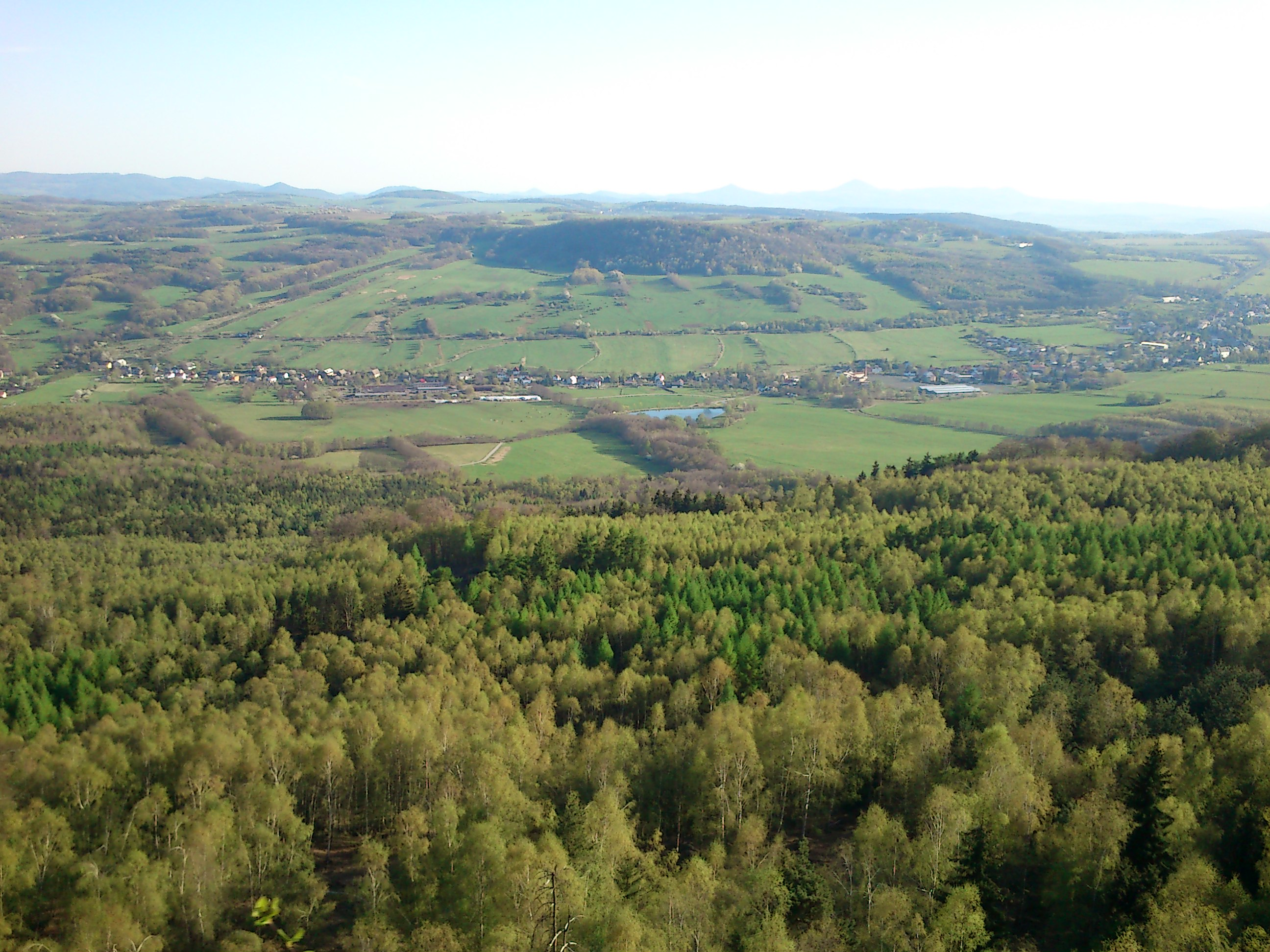
Pohled na Libouchec z Tiských stěn

Libouchec se nachází převážně v údolí Jílovského potoka na rozhraní 2 geomorfologických celků, konkrétně Děčínské vrchoviny, součásti Krušných hor, na severu a Českého Středohoří na jihu. Oba tyto celky zasahují do území obce také svými chráněnými krajinnými oblastmi, konkrétně CHKO České Středohoří a CHKO Labské pískovce v oblasti severovýchodně směrem k Tiským stěnám. Z menších chráněných území se v Libouchci nachází severovýchodně od jádra obce přírodní rezervace Libouchecké rybníčky.
Do Jílovského potoka, který tvoří osu obce, ústí řada menších toků, například potok Tisá nebo Chvojenský potok. V oblasti Horního Libouchce se nachází bifurkace (rozdvojení) Jílovského potoka, kdy je část vody od dob středověku uměle odváděna do Klíšského potoka.

## Obyvatelstvo
Při sčítání lidu v roce 1921 ve vsi žilo 1 792 obyvatel (z toho 827 mužů), z nichž bylo 33 Čechoslováků 1 739 Němců a jeden cizinec. Většina (1 750 osob) se hlásila k římskokatolické církvi, ale žilo zde také devatenáct evangelíků, jeden žid, tři příslušníci nezjišťovaných církví a devatenáct lidí bez vyznání. Podle sčítání lidu z roku 1930 měla vesnice 2 124 obyvatel: 78 Čechoslováků, 2 008 Němců a 38 cizinců. Převažovali římští katolíci (1 910 osob), 149 lidí bylo bez vyznání a 57 se jich bylo evangelíky. Dva lidé patřili k církvi československé a šest k nezjišťovaným církvím.
|           | 1869  | 1880  | 1890  | 1900  | 1910  | 1921  | 1930  | 1950  | 1961  | 1970  | 1980  | 1991  | 2001  | 2011  | 2021  |
| --------- | ----- | ----- | ----- | ----- | ----- | ----- | ----- | ----- | ----- | ----- | ----- | ----- | ----- | ----- | ----- |
| Obyvatelé | 2 226 | 2 432 | 2 479 | 2 443 | 2 609 | 2 433 | 2 770 | 1 755 | 1 824 | 1 824 | 1 811 | 1 671 | 1 683 | 1 753 | 1 834 |
| Domy      | 388   | 418   | 431   | 442   | 472   | 475   | 534   | 526   | 368   | 357   | 346   | 379   | 382   | 431   | 522   |

|                                                                           | 1869  | 1880  | 1890  | 1900  | 1910  | 1921  | 1930  | 1950  | 1961  | 1970  | 1980  | 1991  | 2001  | 2011  | 2021  |
| ------------------------------------------------------------------------- | ----- | ----- | ----- | ----- | ----- | ----- | ----- | ----- | ----- | ----- | ----- | ----- | ----- | ----- | ----- |
| Obyvatelé                                                                 | 1 510 | 1 723 | 1 818 | 1 852 | 2 012 | 1 822 | 2 156 | 1 493 | 1 581 | 1 635 | 1 714 | 1 600 | 1 589 | 1 605 | 1 655 |
| Domy                                                                      | 262   | 289   | 300   | 312   | 338   | 342   | 397   | 394   | 311   | 307   | 307   | 337   | 339   | 372   | 446   |
| Tabulka zahrnuje také údaje zaniklé vesnice Horní Les (německy Oberwald). |       |       |       |       |       |       |       |       |       |       |       |       |       |       |       |

## Části obce
- Libouchec
- Čermná
- Knínice
- Žďárek

## Doprava

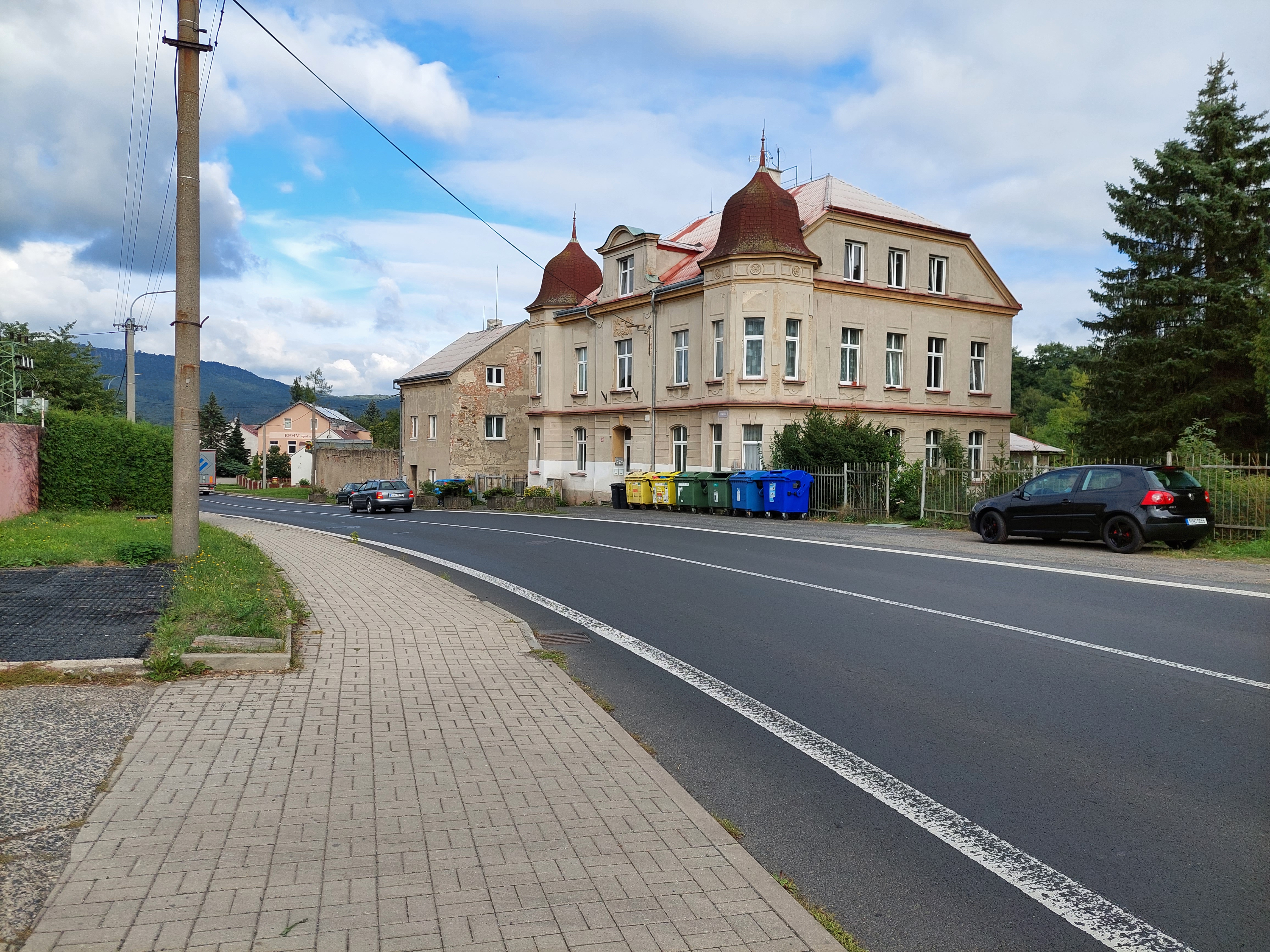
Silnice I/13 tvořící osu Libouchce s přilehlou zástavbou

Osou většiny obce je silnice I/13 pokračující východně na Jílové a Děčín a jihozápadně na Chlumec a Teplice. Ve středu obce do ní ústí silnice II/528 vedoucí do Tisé na severu a dále do Petrovic. Katastrem obce prochází také dálnice D8 z Prahy přes Ústí nad Labem ke státní hranici s Německem, konkrétně Saskem, odkud pokračuje jako dálnice A17 do Drážďan. Na území obce se nachází také podle ní pojmenovaný dálniční tunel na stoupání do Krušných hor a estakáda u Žďárku. 
Od roku 1871 obcí prochází železniční trať z Děčína do Oldřichova u Duchcova také zvaná jako Kozí dráha. Pravidelný provoz osobních vlaků byl na ní ukončen v roce 2007 a v úseku Telnice – Děčín hlavní nádraží byl obnoven v rámci turistické víkendové linky v roce 2022. Spojení zde zajišťuje společnost KŽC s linkou T11 zvanou Podkrušnohorský motoráček.
Veřejnou hromadnou dopravu zde zajišťují také autobusy integrované v rámci systému Dopravy Ústeckého kraje. V roce 2023 zdejší linky zajišťovaly spojení do sousední Tisé, Jílového a do Ústí nad Labem i Děčína.

## Pamětihodnosti

### Kostel svatých Tří králů
Historie kostela sahá minimálně do 14. století. V roce 1569 byl původně gotický kostel renesančně přestavěn a na přelomu 17. a 18. století po zřícení jeho části během bohoslužby přestavěn barokně. Současná podoba pochází z druhé poloviny 19. století, kdy byl několikrát kostel upravován.

### Zámek Libouchec
Původní tvrz náležící k poplužnímu dvoru ve stylu saské renesance pochází z poslední čtvrtiny 16. století. Po roce 1627 byl zámek využíván pouze jako provozní budovy k přilehlému dvoru a nebyl proto ani výrazněji přestavován. V druhé polovině 20. století značně zchátral (včetně propadu krovů a části obvodových stěn) a hrozila jeho kompletní likvidace. Od roku 2003 probíhá záchrana a rekonstrukce stavby.

### Další pamětihodnosti
- Hrázděné domy
- Hrobka rodiny Botschen
- Kaple svatého Antonína
- Sousoší Kalvárie
- Smírčí kříže

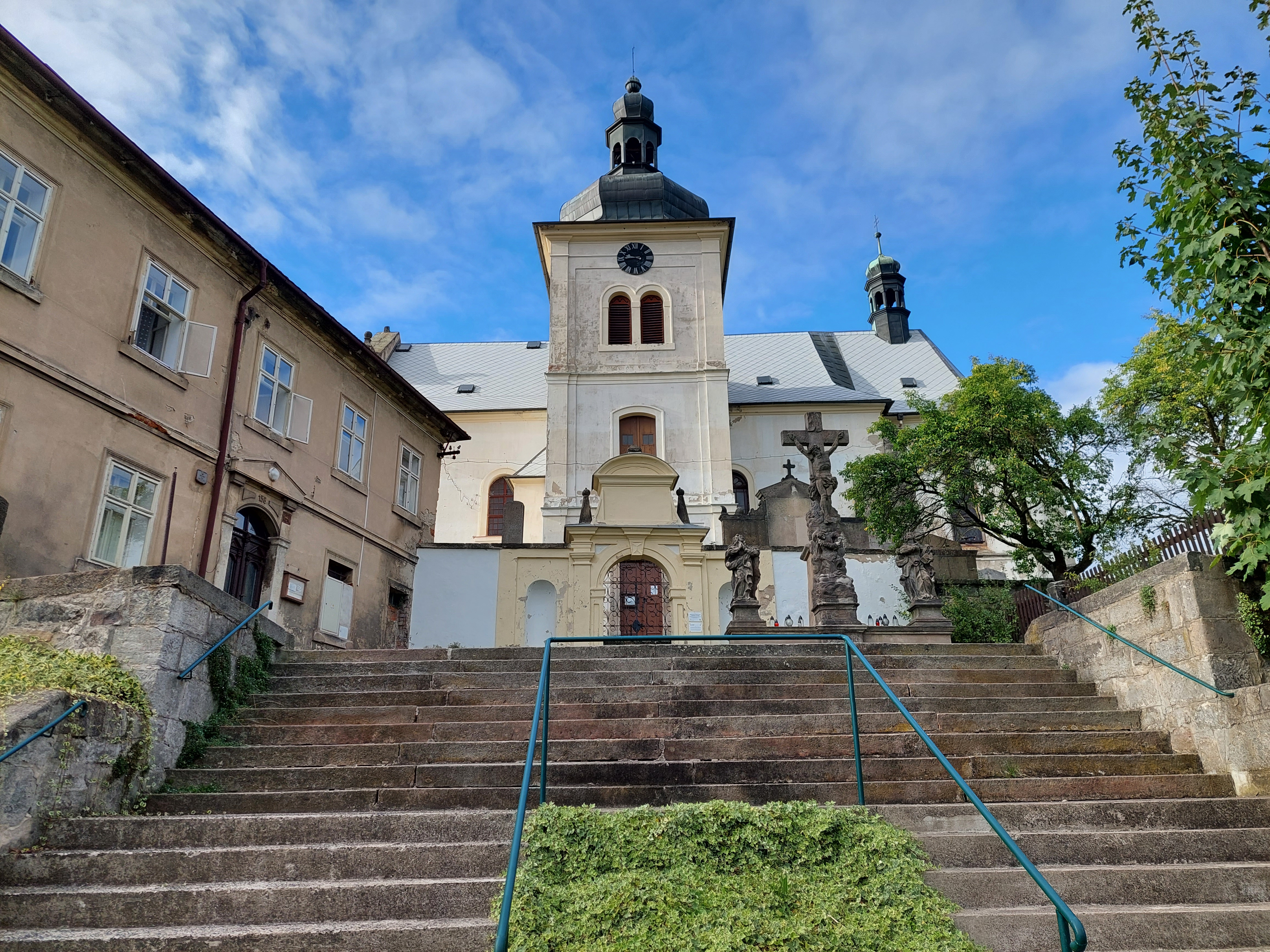
Kostel svatých Tří králů se vstupní branou, kalvárií a budovou fary
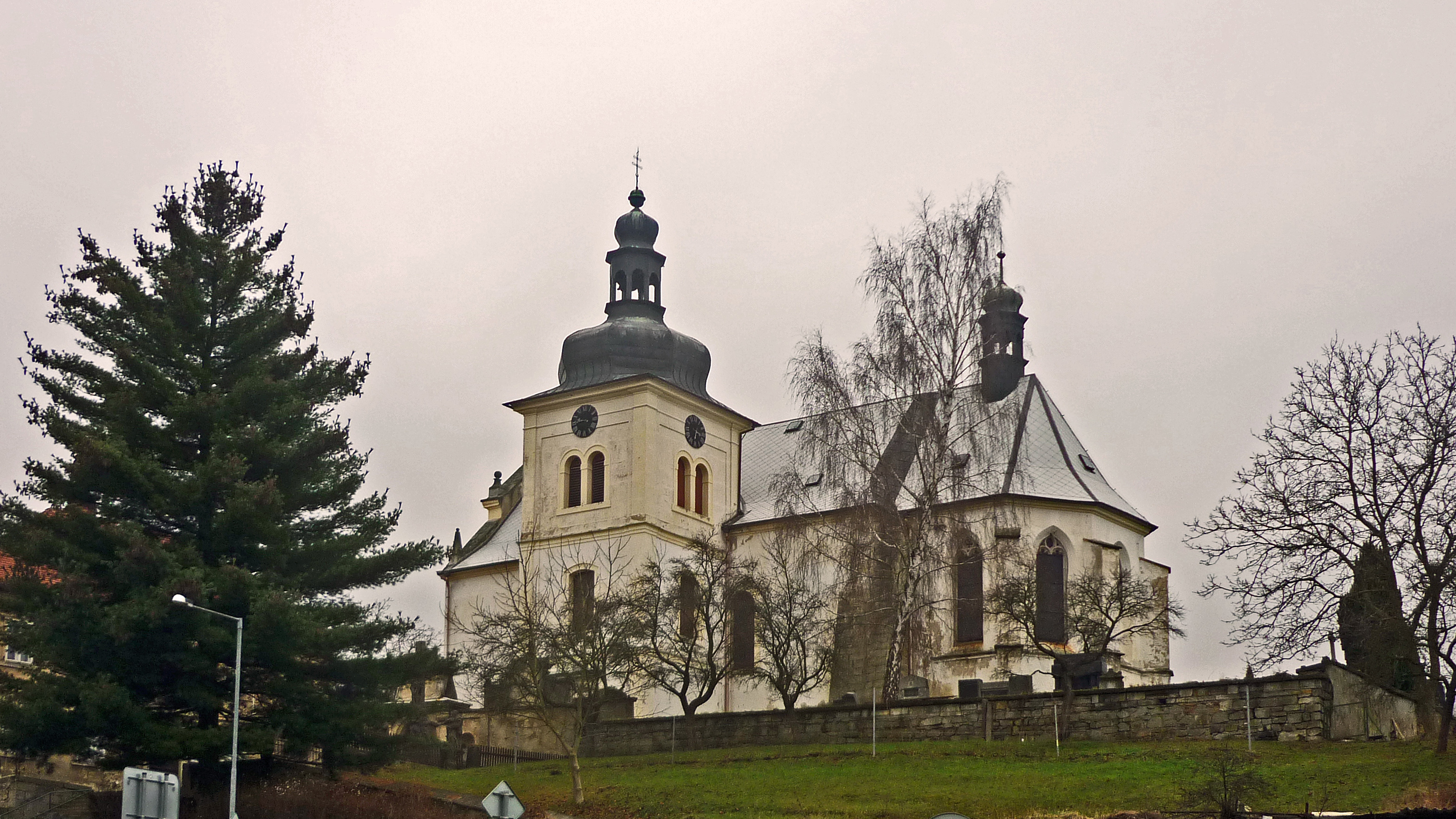
Celkový pohled na Kostel svatých Tří králů
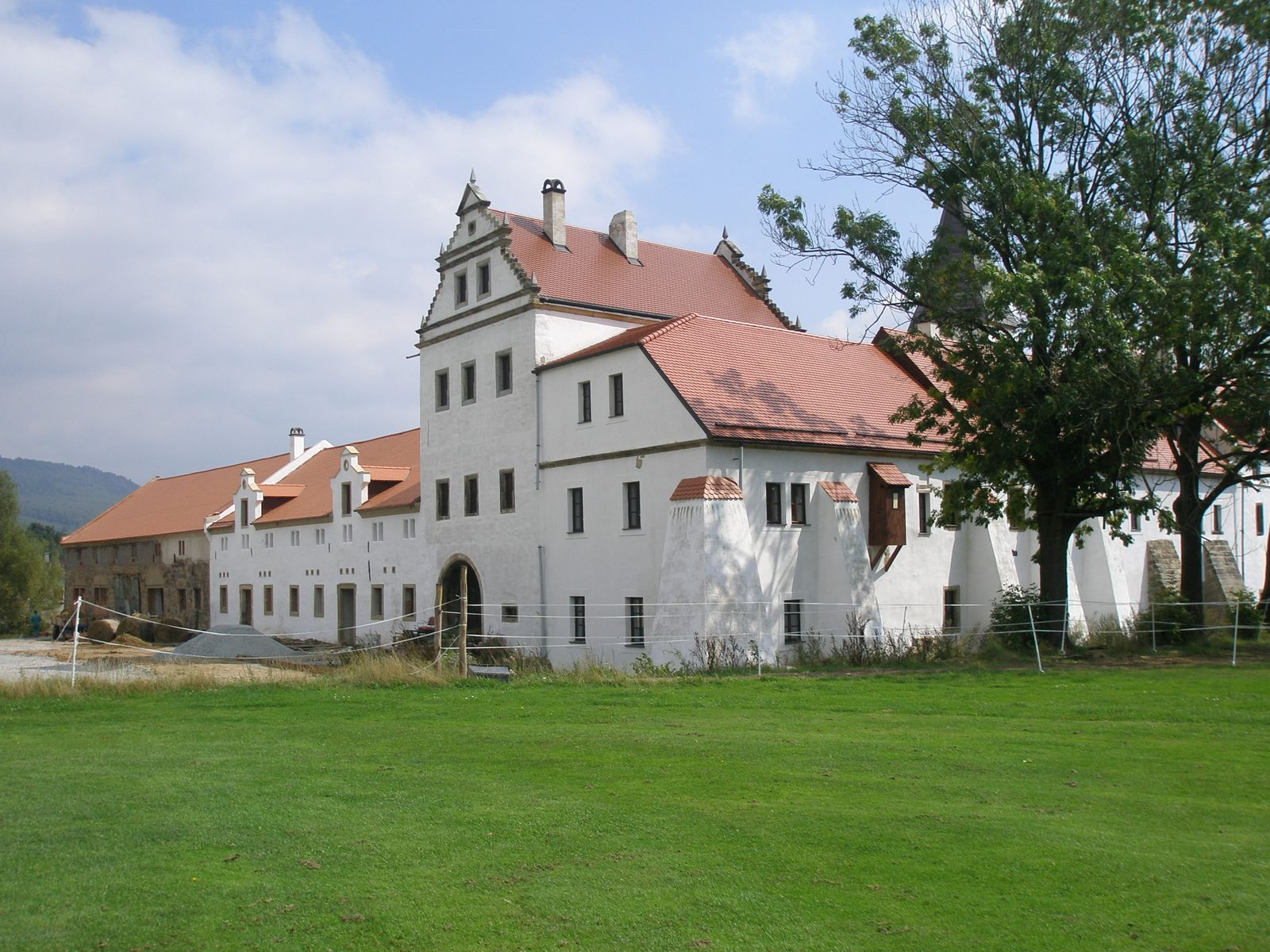
Libouchecký zámek
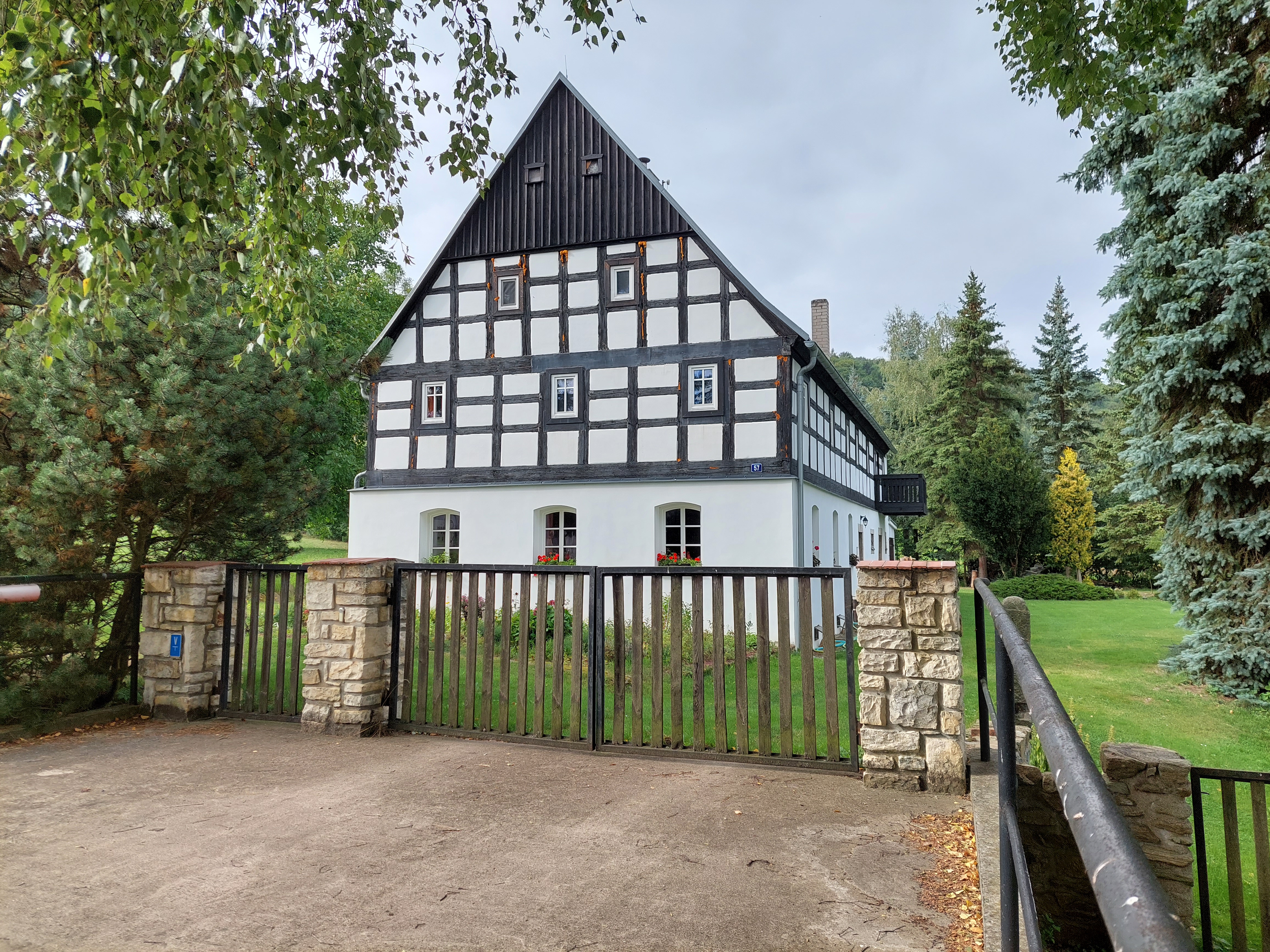
Příklad lidové architektury hrázděných domů v Libouchci
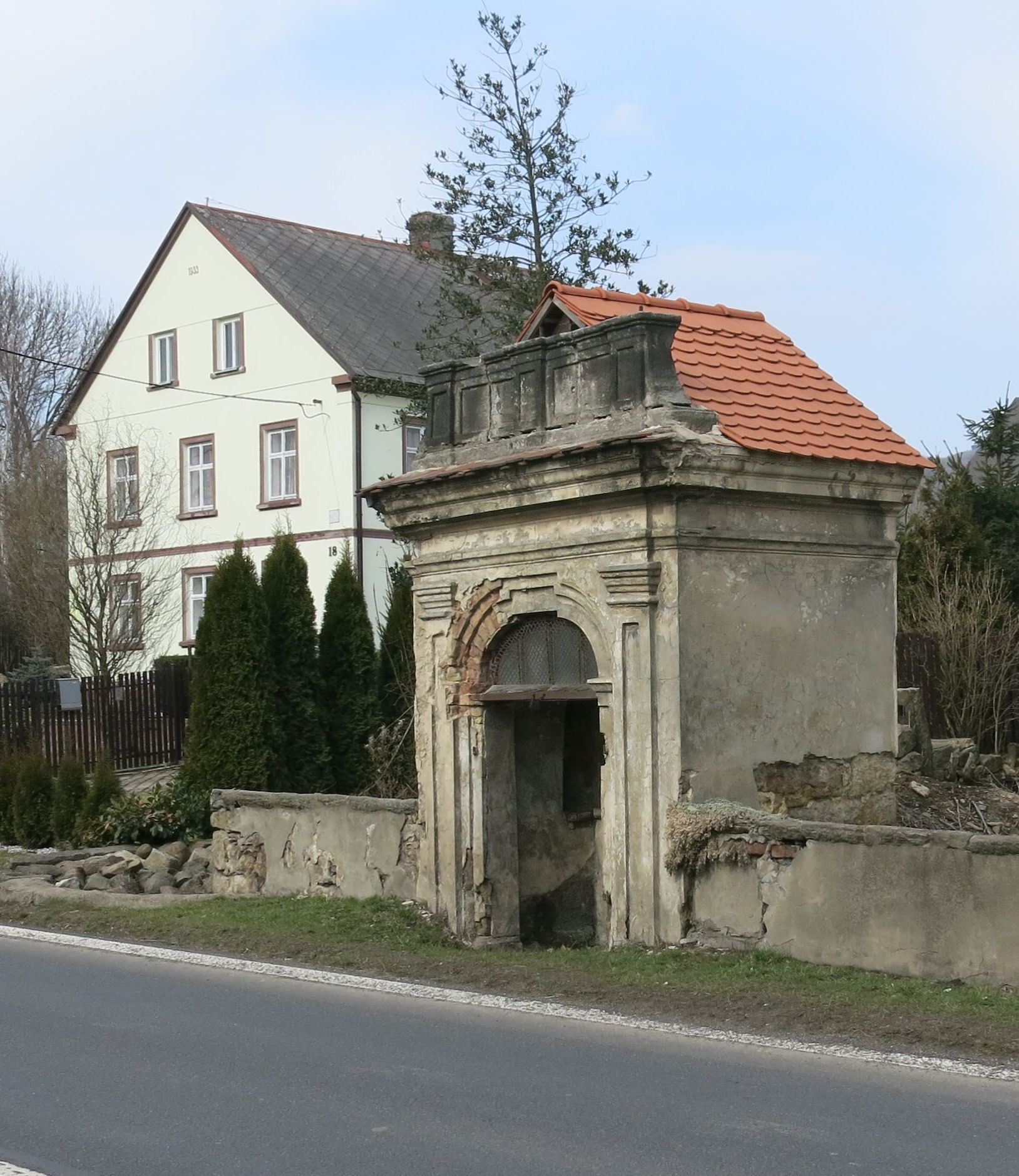
Kaple sv. Antonína
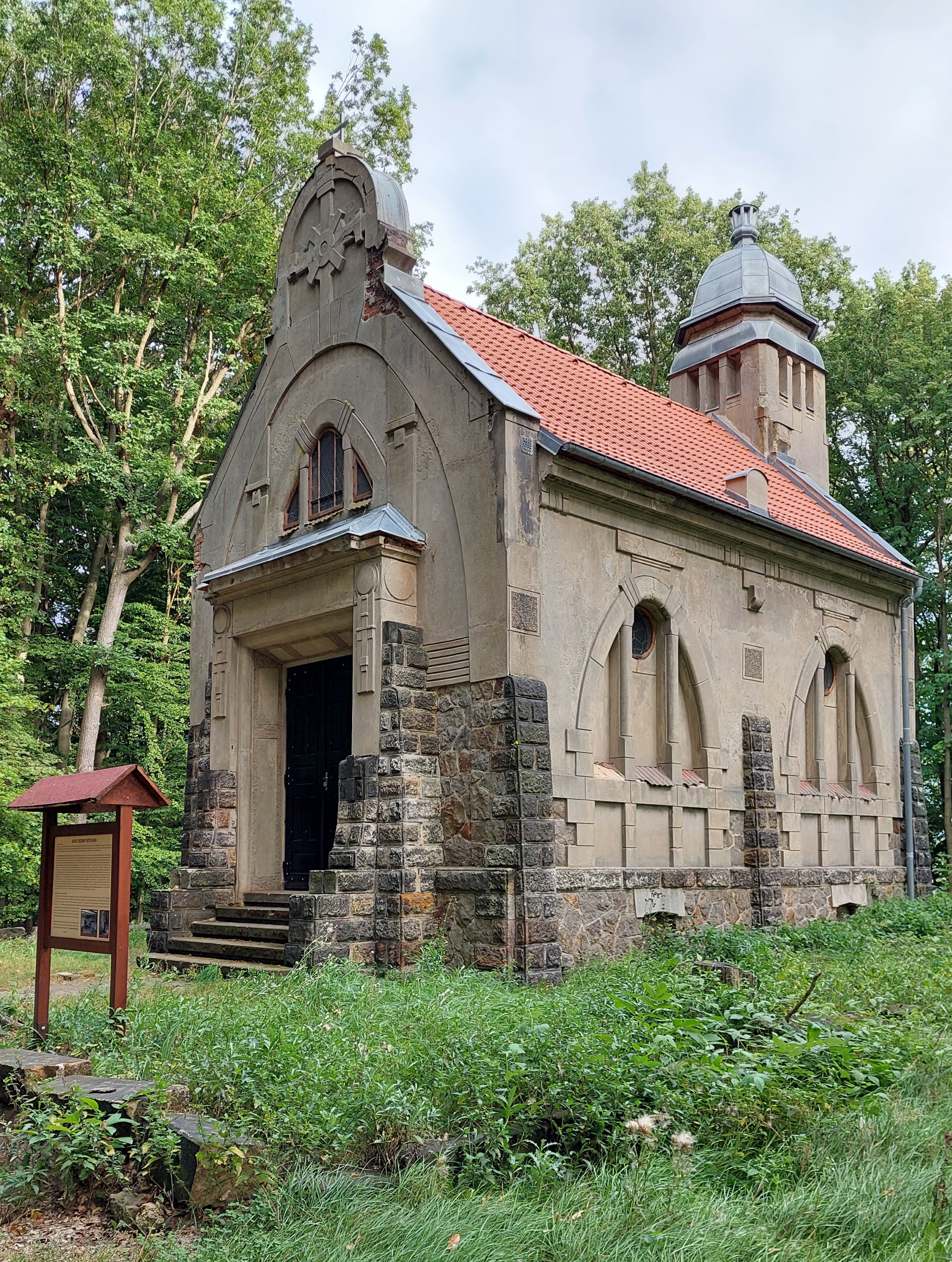
Hrobka rodiny Botschen